# Liparis clavigera
Liparis clavigera är en orkidéart som beskrevs av Henry Nicholas Ridley. Liparis clavigera ingår i släktet gulyxnen, och familjen orkidéer.
Artens utbredningsområde är Java. Inga underarter finns listade i Catalogue of Life.